# Stade Rochelais
Stade Rochelais (von 2000 bis 2016 Atlantique Stade Rochelais) ist ein Rugby-Union-Verein aus der französischen Stadt La Rochelle im Département Charente-Maritime. Er spielt in der höchsten Liga Top 14.
Der Verein trägt seine Heimspiele im Stade Marcel-Deflandre aus. Dieses ist nach Marcel Deflandre benannt, dem Vereinspräsidenten zur Zeit des Zweiten Weltkriegs, der in der Résistance tätig war und im Januar 1944 in Bordeaux von der Gestapo hingerichtet wurde.
Ende der Saison 2009/10 schaffte der Verein den Aufstieg von der Pro D2 in die höchste Liga Top 14, konnte sich dort aber nur eine Saison lang halten. 2014 gelang der Wiederaufstieg. 2017 und 2019 schaffte es La Rochelle jeweils ins Halbfinale der Meisterschaft, was dem bis dahin größten Erfolg in der nationalen Liga gleichkam. 2019 erreichte man zudem erstmals ein europäisches Endspiel, verlor jedoch im Finale um den European Challenge Cup gegen die ASM Clermont Auvergne.

## Erfolge
- Sieger Challenge Yves du Manoir: 2002, 2003
- Finalist Challenge Yves du Manoir: 2000
- Finalist European Challenge Cup: 2019
- Halbfinale Meisterschaft: 2017, 2019
- Viertelfinale Meisterschaft: 1961, 1962, 1969
- Sieger Heineken Champions Cup 2022/23

## Spieler

### Aktueller Kader
Der Kader für die Saison 2019/2020:

### Bekannte ehemalige Spieler
- Sireli Bobo
- Gonzalo Canale
- Vincent Debaty
- Jason Eaton
- Jean-Baptiste Élissalde
- Ricky Januarie
- Germán Llanes
- Gérald Merceron
- Robert Mohr
- Seru Rabeni
- Rene Ranger
- Petrișor Toderașc
- Lesley Vainikolo